# 普羅瓦迪亞市鎮
43°10′N 27°24′E / 43.167°N 27.400°E

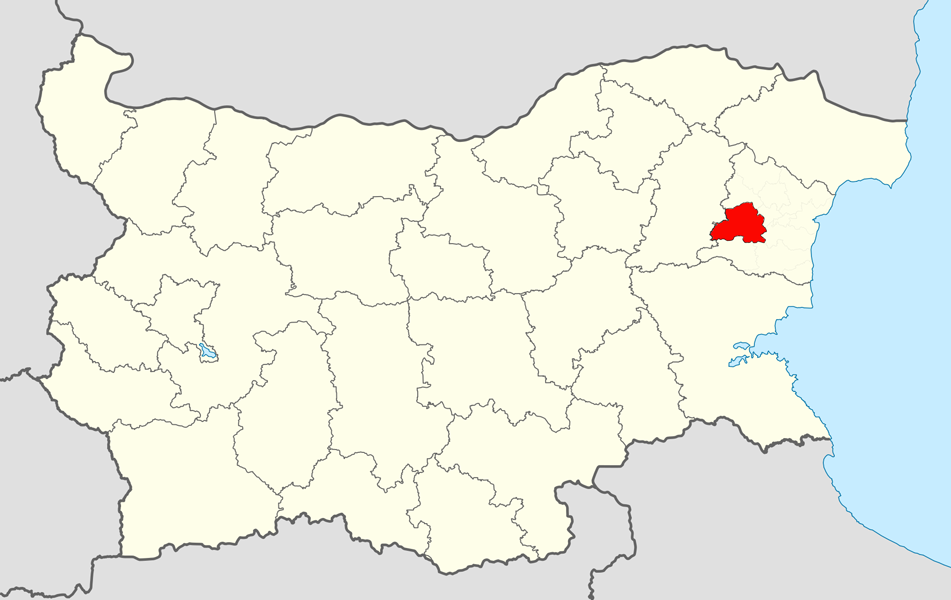

普羅瓦迪亞市，是保加利亞的城鎮，位於該國東北部，由瓦爾納州負責管轄，首府設於普羅瓦迪亞，面積576.6平方公里，2009年人口23,045，人口密度每平方公里39.97人。